# La Reunión
La Reunión är en ort i Mexiko.   Den ligger i kommunen Huiramba och delstaten Michoacán de Ocampo, i den södra delen av landet, 240 km väster om huvudstaden Mexico City. La Reunión ligger 2 207 meter över havet och antalet invånare är 181.
Terrängen runt La Reunión är huvudsakligen kuperad, men norrut är den platt. Runt La Reunión är det ganska tätbefolkat, med 52 invånare per kvadratkilometer. Närmaste större samhälle är Pátzcuaro, 16,6 km väster om La Reunión. I omgivningarna runt La Reunión växer huvudsakligen savannskog.